# 윤은필
윤은필(尹殷弼)은 조선의 문신으로 기묘 명현(己卯名賢)의 한 사람이다. 본관은 해평(海平). 자(字)는 상로(商老), 호는 동강(東岡)이다. 
의정부영의정 정성공 윤은보의 친동생이고, 선조 때의 형제 정승 윤승길, 윤승훈 형제의 할아버지이다.
1504년(연산군 10) 문과에 장원으로 급제하고 이후 부교리, 장령, 부응교 등을 지냈으며, 조광조 등과 함께 위훈삭제 운동에 참여하였다. 1919년 기묘사화로 조광조 일파가 숙청되자, 조광조의 억울함을 변호하였으나 받아들여지지 않았다. 1530년(중종 25) 도승지, 부제학 등을 역임하고 1532년 동지중추부사로서 동지사(冬至使)가 되어 명나라에 다녀왔고, 이후 대사성, 경상도관찰사, 이조참판 등을 역임했다. 
사후 의정부영의정에 추증되고, 정헌(貞憲)의 시호가 추서되었다가, 1910년(융희 4년) 헌간(憲簡)으로 시호가 개정되었다. 

## 생애

### 초기 활동
동강 윤은필은 영의공 윤석(尹碩)의 7대손으로 수원부사 윤처성(尹處誠)의 증손이며, 할아버지는 승문원참교(承文院參校)로 사후 증 숭록대부 의정부좌찬성에 추증된 윤면(尹沔)이고, 아버지는 첨정으로 증 의정부영의정에 추증된 윤훤(尹萱)이며, 어머니는 현감 김모(金模)의 딸이다. 
중종 때의 의정부영의정을 지낸 윤은보(尹殷輔)의 동생이다. 선조 때의 재상 윤승길, 윤승훈은 그의 손자들이다. 형 윤은보에게 아들이 없어 둘째 아들 윤정언을 형 은보의 양자로 입양시켰다.

### 과거 급제
1496년(연산군 2) 사마시에 합격하여 진사가 되고, 성균관에 들어가 유생으로 수학하였다. 1504년(연산군 10) 진사로서 별시문과에 장원으로 급제하고, 춘추관기사관과 부수찬을 거쳐 1506년 경연검토관(檢討官)이 되었다. 
1507년 다시 경연검토관이 되고, 1508년(중종 3) 부교리를 거쳐 1510년 이조정랑(吏曹正郞)으로 홍문관교리(弘文館校理) 김정(金淨), 이조참판(吏曹參判) 성몽정(成夢井), 선공감정(繕工監正) 김극핍(金克愊), 홍문관부응교(弘文館副應敎) 안처성(安處誠), 사헌부감찰(司憲府監察) 소세량(蘇世良) 등과 함께 그 해의 식년문과와 사마시의 고시관의 한사람이 되어 과거 시험을 주관하였다. 
그 뒤 사헌부 장령, 경연시강관 등을 거쳐 1511년 사헌부장령(掌令), 1512년 부응교, 경연시강관, 홍문관응교, 전한, 직제학 등을 거쳐 1517년 사간원대사간이 되었다.

### 기묘사화 전후
1518년 형조참의를 거쳐 직제학이 되고 이 무렵 조광조, 김정, 김식 등과 함께 중종 반정 공신과 원종공신 중 가짜 공신을 선별하여 위훈삭제 운동을 주관하였다. 1518년 8월 사간원대사간이 되었다. 18년 8월 중종이 방어사 이지방을 비밀리에 파견하여 여진족 속고내를 잡으려 하자, 홍문관부제학 조광조는 이를 반대하였다. 이때 윤은필도 대사간으로 사간원 관리들을 이끌고 중종을 찾아가 속임수를 쓰는 것은 군자답지 못한 행동이라며 강력 반대하여 무산시켰다. 이어 소격서의 철폐를 적극 주장하였다. 1519년 좌부승지, 예조참의, 승지가 되었다.
이 때 기묘사화가 일어나 조광조(趙光祖) 등이 훈구파의 공격을 받자 야밤에 일처리를 몰래 한 것은 부당하다며 중종 등을 질책하였다. 이후 조광조 등이 훈구파의 탄핵을 받고 파면되자 앞장서서 조광조의 무고함을 변호하였으며, 그가 참여하던 위훈삭제는 실패하였다. 이후 조광조, 김정 등이 유배지에서 사약을 받게 되자 그들을 옹호하였으나 받아들여지지 않았다. 한편 남곤이 그를 탄핵하였지만 중종은 윤은필의 인물됨됨이가 버리기 아깝다며 거절하였다. 곧 훈구파의 공격을 받고 체직되었다가 복직, 1520년 승지, 대사간(大司諫), 1521년 홍문관부제학, 참찬관(參贊官) 등을 지냈다. 

### 생애 후반
1522년(중종 17년) 승정원 좌승지가 되었다가 탄핵을 받고 파면되었다. 다시 복직되어 첨지중추부사, 지중추부사, 가승지(假承旨)를 거쳐 그해 우승지가 되었고, 1523년 2월 황해도관찰사 겸 병마절도사로 부임하였다. 1527년에는 충청도관찰사를 부임하였다. 그러나 조광조의 일파라는 이유로 훈구파의 공격을 받기도 했다. 
1529년 이조참의, 1530년 승정원도승지, 부제학 등을 역임하고 그해 8월 강원도관찰사 겸 병마절도사로 부임하였다. 1531년 호조참판이 되었다. 1532년 다시 호조참판이 되었다가, 동지중추부사가 되었다. 그해 겨울 동지중추부사로서 동지사가 되어 명나라에 다녀왔다.
1533년 귀국 후, 성균관대사성을 거쳐 그해 6월 경상도관찰사 겸 병마수군절도사로 나아갔다. 1534년 12월에는 경기도관찰사 겸 병마수군절도사가 되고 개성부유수를 겸하였다. 지방관으로 부임하여 아사자들을 직접 구휼하고, 형옥을 너그럽게 처결하는 등의 치적을 쌓았다. 벼슬은 이조참판에 이르렀으며, 사후 기묘 명현(己卯名賢)의 한 사람으로 추대되었다. 

### 사후
경기도 양주군 시둔면 송산리(현 경기도 의정부시 신곡동 산 33) 할아버지 장령공 윤면의 묘소 근처에 안장되었다. 사후 기묘사화 관련자들을 실은 기묘명현록에 수록되었다. 다수의 저서와 문집을 남겼으나 훗날 화재로 대부분 유실되었다.
그 뒤 증(贈) 숭정대부 의정부좌찬성에 추증되었다가 다시 영조 때인 1726년(영조 23년) 특별히 증(贈) 대광보국숭록대부 의정부영의정 겸 영경연홍문관춘추관관상감사에 추증되고, 정헌(貞憲)의 시호가 추서되었다. 1910년(융희 4년) 8월 헌간(憲簡)으로 시호가 개정되었다.

## 가족 관계
형 윤은보의 외손녀는 중종의 서자 덕양군과 결혼하였고, 그의 손자 윤승길의 딸은 선조의 서자 인성군과 결혼하여 왕실과 이중으로 인척관계를 형성하였다.
- 고조부 : 윤사수(尹思修)
- 증조부 : 윤처성
- 할아버지 : 윤면(尹沔)
- 아버지 : 윤훤(尹萱)
- 어머니 : 김씨(金氏)
  - 형 : 윤은보(尹殷輔)
  - 형수 : 양성이씨
    - 조카딸 : 해평윤씨, 중종의 서자 덕양군의 장모

  - 형수 : 여산송씨
    - 조카 : 윤정언(尹貞彦), 윤은필의 둘째 아들, 입양됨.

  - 동생 : 윤은좌(尹殷佐)
  - 남매 : 숙의 윤씨, 연산군의 후궁
- 부인 : 평강채씨(平康蔡氏), 채자연(蔡子涓)의 딸
  - 아들 : 윤홍언(尹弘彦, 1503년 - 1584년)
  - 며느리 : 전주이씨(全州李氏), 장림수(長臨守) 이순민(李舜民)의 딸
    - 손자 : 윤승경(尹承慶, 1523년 - 1583년)
    - 손부 : 원주원씨(原州元氏), 원희윤(元希尹)의 딸
    - 손자 : 윤승길(尹承吉, 호는 남악(南岳), 1540년 - 1616년)
    - 손부 : 반남박씨(潘南朴氏), 박간(朴諫)의 딸
      - 증손녀 : 해평윤씨
      - 증손녀사위 : 인성군(仁城君) 이공(李珙, 선조의 서자)

    - 손자 : 윤승서(尹承緖, 1544년 - ?)
    - 손자 : 윤승훈(尹承勳, 호는 청봉(晴峰), 1549년 - 1611년)
    - 손부 : 창녕성씨(昌寧成氏), 성호문(成好問)의 딸
      - 증손 : 윤공(尹珙)

  - 아들 : 윤정언(尹貞彦) - 형 윤은보의 양자로 출계
  - 딸 : 해평윤씨
  - 사위 : 조광옥(趙光玉, 1501년 - ?)
- 장인 : 채자연(蔡子涓)
- 외할아버지 : 김모(金模)
- 사돈 : 이순민(李舜民), 장림수(長臨守), 보성군의 손자, 원산군(園山君)의 아들

## 기타
경기도 의정부시 신곡동 산 33번지 도로변 옆에 있으며 해평윤씨 장령공파 묘소라는 푯말과 형 윤은보의 신도비, 아버지 증 영의정 윤훤의 신도비가 묘소 근처에 있다. 묘역 주변에는 추동공원과 근처에 아파트단지가 소재해 있다. 
묘역 맨위는 광흥창수(廣興倉守) 윤제(尹璾)의 묘소이고 그 아래는 할아버지 윤면과 아버지 윤훤 내외 묘소가 있고, 그 아래는 형 윤은보와 형수 양성이씨, 여산송씨의 묘소가 있고, 네번째 좌측에 윤은필 내외의 묘소가 있다. 그 아래에는 아들 윤홍언 내외의 합장묘와 형 윤은보의 양자로 간 윤정언 내외의 쌍분 등이 소재해 있다.
아버지 윤훤과 윤은필, 아들 윤홍언과 손자 윤승길 4대가 사후 증직으로 의정부영의정에 추증되었다. 또한 형 윤은보와 손자 윤승훈이 의정부영의정을 지냈다.

## 같이 보기
| - 중종 반정 - 기묘사화 - 조광조 - 김굉필 - 김식 - 김전 - 김종직 - 남곤 - 윤은보 - 성희안 - 박원종 - 사림파 | - 덕양군 - 인성군 - 윤홍언 - 윤승길 - 윤승훈 - 윤승경 - 심정 - 고형산 |